# Стефан Христов (физикохимик)
 Тази статия е за физикохимика и академик на БАН.  За други с това име вижте Стефан Христов.  
Стефан Георгиев Христов е български физикохимик, академик на Българската академия на науките.

## Биография
Стефан Христов е роден през 1910 година в София. Той е един от най-известните български учени с важни научни разработки в теоретичната и приложна физикохимия. Особено значение имат приносите на акад. Христов в общата квантовохимична теория на потенциалните бариери – теория на тунел-ефекта. Критерият за ролята на тунел-ефекта е известен в литературата като „характерна температура на Христов“.
Оргиналните научни приноси на академик Христов са свързани още с квантовомеханичната теория на електрохимичните процеси, общата теория на електронните преходи през енергетични бариери в твърди системи, квантовохимичната теория на безизлъчвателни процеси в кристалите и квантовохимичната теория за скоростите на химичните реакции. Тези теории са получили широко международно признание и са експериментално потвърдени с отразяване в обзорни статии и монографични издания. Интересът към трудовете му се проявява и чрез многобройните покани за участие в международни научни организации, конгреси, конференции и симпозиуми както и изнасянето на лекции в редица университети в страни и от петте континента.
Академик Христов е един от член – основателите на международното научно списание Electrochimica Actа; член на Съвета и национален секретар на Международното дружество по електрохимия ISE.
Преподавал в Химикотехнологичен и металургичен университет, където е основал катедра физикохимия.
От 1961 година е член-кореспондент, а от 1984 година – академик на Българската академия на науките. През 2000 година е награден от президента Петър Стоянов с орден Стара планина. Умира през 2002 година.